# Coupe des champions de la CONCACAF 1968
Navigation
Édition précédente Édition suivante
La Coupe des champions de la CONCACAF 1968 était la quatrième édition de cette compétition.
Elle a été remportée par le Club Toluca après les forfaits du SV Transvaal et du Aurora FC.

## Participants
Un total de 9 équipes provenant d'un maximum de 9 nations pouvaient participer au tournoi. Elles appartenaient aux zones Amérique du Nord, Amérique Centrale et Caraïbes de la CONCACAF.
Le tableau des clubs qualifiés était le suivant :
| Nation                 | Club                          | Raison de qualification                      |
| Zone Amérique du Nord  |                               |                                              |
| Deuxième Tour          |                               |                                              |
| Mexique                | Club Toluca                   | Champion du Mexique 1966-67.                 |
| Premier Tour           |                               |                                              |
| États-Unis             | New York Greek American       | Vainqueur de la National Challenge Cup 1967. |
| Bermudes               | Somerset Cricket Club Trojans | Champion des Bermudes 1967-1968              |
| Zone Amérique Centrale |                               |                                              |
| Premier Tour           |                               |                                              |
| Honduras               | CD Olimpia                    | Champion du Honduras 1967-68.                |
| Costa Rica             | LD Alajuelense                | Champion du Costa Rica 1965-66.              |
| Salvador               | Alianza FC                    | Champion du Salvador 1966-67.                |
| Guatemala              | Aurora FC                     | Champion du Guatemala 1967-68.               |
| Zone Caraïbes          |                               |                                              |
| Premier Tour           |                               |                                              |
| Antilles néerlandaises | RKSV Scherpenheuvel           | Champion des Antilles néerlandaises 1967     |
| Suriname               | SV Transvaal                  | Champion du Suriname 1967.                   |

## Calendrier
| Tour                          | Nom                    | Date aller            | Date retour           | Équipes participantes | Équipes restantes |
| Phase de qualification (1968) |                        |                       |                       |                       |                   |
| 1                             | Phase de qualification | 3 avril - 10 novembre | 3 avril - 10 novembre | 9                     | 9 à 3             |
| Phase finale (1968)           |                        |                       |                       |                       |                   |
| 1                             | Demi-finale            | 27 novembre           | 1er décembre          | 3                     | 3 à 2             |
| 2                             | Finale                 | Non jouée             | Non jouée             | 2                     | 2 à 1             |

## Compétition

### Phase de qualification

#### ZoneAmérique du Nord

##### Premier tour
| Date            | Pays | Club                          | Aller             | Retour            | Club                          | Pays | Commentaire           |
| 26 mai / 2 juin |      | Somerset Cricket Club Trojans | 2-1               | 0-1               | New York Greek American       |      |                       |
| Date inconnue   |      | New York Greek American       | Match d'appui 2-1 | Match d'appui 2-1 | Somerset Cricket Club Trojans |      | Match joué à New York |

##### Deuxième tour
| Date              | Pays | Club        | Aller | Retour | Club                    | Pays | Commentaire |
| 29 sept. / 6 oct. |      | Club Toluca | 4-1   | 3-2    | New York Greek American |      |             |

#### ZoneAmérique Centrale

##### Premier tour
| Date          | Pays | Club           | Aller | Retour | Club       | Pays | Commentaire |
| 3 / 7 avril   |      | LD Alajuelense | 0-2   | 1-0    | Aurora FC  |      |             |
| 21 / 28 avril |      | Alianza FC     | 1-2   | 0-1    | CD Olimpia |      |             |

##### Deuxième tour
| Date            | Pays | Club       | Aller | Retour | Club      | Pays | Commentaire |
| 3 / 10 novembre |      | CD Olimpia | 1-1   | 0-4    | Aurora FC |      |             |

#### ZoneCaraïbes

##### Premier tour
| Date             | Pays | Club                | Aller | Retour | Club         | Pays | Commentaire |
| 22 avril / 2 mai |      | RKSV Scherpenheuvel | 1-1   | 1-3    | SV Transvaal |      |             |

### Phase Finale

#### Tableau
|  | Demi-finale                      | Demi-finale | Demi-finale | Demi-finale |  |  | Finale | Finale | Finale | Finale |
|  |                                  |             |             |             |  |  |        |        |        |        |
|  | 27 novembre et 1er décembre 1968 |             |             |             |  |  |        |        |        |        |
|  |                                  |             |             |             |  |  |        |        |        |        |
|  | SV Transvaal                     | 1           |             |             |  |  |        |        |        |        |
|  | SV Transvaal                     | 1           |             |             |  |  |        |        |        |        |
|  | Aurora FC                        | 1           |             |             |  |  |        |        |        |        |
|  | Aurora FC                        | 1           |             |             |  |  |        |        |        |        |
|  |                                  |             |             |             |  |  |        |        |        |        |
|  |                                  |             | Club Toluca |             |  |  |        |        |        |        |

#### Demi-finale
| Pays | Club         | Aller | Retour   | Club      | Pays | Commentaire |
|      | SV Transvaal | 1-1   | Non joué | Aurora FC |      |             |

#### Finale
|  | Club Toluca | Non joué | Disqualification SV Transvaal Aurora FC |  |  |
|  |             |          |                                         |  |  |

| Champion de la CONCACAF 1968 |
| ---------------------------- |
| Drapeau du Mexique           |
| Club Toluca Premier Titre    |